# Pselliophora longicornis
Pselliophora longicornis är en tvåvingeart som beskrevs av De Meijere 1924. Pselliophora longicornis ingår i släktet Pselliophora och familjen storharkrankar. Inga underarter finns listade i Catalogue of Life.